# Quaderni storici
Quaderni storici è un periodico di ricerca storica fondato nel 1966 e pubblicato dalla casa editrice il Mulino. Sino al 1969 ebbe il nome di Quaderni storici delle Marche.
I saggi ospitati dalla rivista spaziano, generalmente, all'interno di un arco cronologico piuttosto ampio (dalla storia antica alla storia contemporanea), occupandosi, in particolare, di storia sociale e sociabilità, di storia economica e di microstoria. I fascicoli, che escono con cadenza quadrimestrale, sono strutturati su di una parte monografica, in cui viene offerta una panoramica, a più firme, di grandi aree tematiche, e su di una parte in cui sono delineate ricerche, fonti, note e discussioni storiografiche.
Fondata e diretta dallo storico Alberto Caracciolo, e diretta poi per molto tempo da Giovanni Levi, vi hanno collaborato autorevoli storici e storiche, sia italiani che stranieri, fra i quali Fernand Braudel, Carlo Ginzburg, Pasquale Villani, Peter Burke, Maurice Aymard, Edoardo Grendi, Carlo Poni, Christiane Klapisch-Zuber.
Attualmente è il direttore responsabile è Angelo Torre (Università del Piemonte Orientale) e il comitato di direzione è composto come segue: Renata Ago (Sapienza Università di Roma), Michela Barbot (Ecole normale supérieure de Cachan), Emmanuel Betta (Sapienza Università di Roma), Roberto Bizzocchi (Università di Pisa), Tommaso Bobbio (Università di Torino), Benedetta Borello (Università di Cassino e del Lazio Meridionale), Sabina Brevaglieri (Johannes Gutenberg-Universität Mainz), Marco Buttino (Università di Torino), Eleonora Canepari (Université Aix-Marseille), Simona Cerutti (École des hautes études en sciences sociales, Paris), Simone Collavini (Università di Pisa), Maria Rosaria De Rosa (Università L'Orientale di Napoli), Federica Favino (Sapienza Università di Roma), Andrea Gamberini (Università di Milano), Luca Giana (Centro Interateneo di Storia Territoriale G. Casalis), Isabelle Grangaud (IREMAM Aix-en-Provence), Alice Ingold (École des hautes études en sciences sociales, Paris), Margareth Lanzinger (Universität Wien), Giuliano Milani (Université Paris-Est Marne-la-Vallée), Alessandra Molinari (Università di Roma Tor Vergata), Diego Moreno (Università di Genova), Mark Pearce (University of Nottingham), Osvaldo Raggio (Università di Genova), Domenico Rizzo (Università di Napoli L'Orientale), Biagio Salvemini (Università di Bari), Vittorio Tigrino (Università del Piemonte Orientale), Angelo Torre (Università del Piemonte Orientale), Massimo Vallerani (Università di Torino).